# Fine Brothers Entertainment
React Media, LLC (también conocida como React ; anteriormente como Fine Brothers Entertainment) es una empresa de medios estadounidense, fundada por los hermanos Benny Fine (nacido el 19 de marzo de 1981) y Rafi Fine (nacido el 9 de junio de 1983), creadores y empresarios de los medios. React Media produce la serie de videos React, sus varias series de spoilers cronometrados, series web narrativas y creó una comedia de situación "transmedia" en YouTube, MyMusic.
The Fines ha estado creando contenido desde 2004. React Media tiene muchos canales digitales importantes en varias plataformas de redes sociales. Los canales de YouTube de la empresa incluyen REACT, FBE Official y People vs Food. La empresa también produce canales en Facebook (FBE, FBE Shows, Do They Know It, What Would My Kid Do y Reverse Ratings), Snapchat (Try Not To and React) e Instagram IGTV. React ha vendido múltiples programas de televisión (React to That, Celebs React, Six Degrees of Everything, Emo Dad y Sing It!), y lanzó F the Prom, su primer largometraje, en 2017.
FBE tiene más de ocho mil millones de visitas y más de 32 millones de suscriptores. Es una de las pocas empresas que tiene dos canales de YouTube con más de 10 millones de suscriptores. Debido a la controversia sobre un intento de licenciar y registrar el término "React", así como los nombres de sus series, los canales de React Media perdieron cientos de miles de suscriptores a principios de 2016.

## Primeros años y carrera
Los hermanos crecieron en la década de 1990 en una familia judía ortodoxa en Brooklyn. The Fine Brothers declararon que habían estado haciendo videos casi toda su vida; Benny, siendo el hermano mayor, "acordonaría [a Rafi] para que hiciera todo tipo de cosas raras". La revista New York detalló que los dos "comenzaron a grabar sketches de comedia cuando eran adolescentes, cuando obtuvieron su primera cámara de video". Pasaron la mayor parte de su adolescencia en el condado de Sullivan, Nueva York. Benny comenzó la universidad a los 15 años, mientras que Rafi asistió a Dickinson College durante dos años antes de transferirse a Hunter College, donde se licenció en estudios cinematográficos. Los dos comenzaron a entretener a sus amigos con sketches cortos y comedias de larga duración filmadas con figuras de acción.
Los hermanos dijeron que crearon una película de acción en vivo en 2000 que se abrió paso en los festivales de cine de comedia, y que planeaban crear una función cada año, con la esperanza de que pronto les ayudaría a entrar en Hollywood. A pesar de ganar premios a jóvenes cineastas, pronto llegaron a la conclusión de que este método no sería el mejor camino y decidieron que su futuro estaba en Internet, que en ese momento veían como el nuevo festival de cine. Los hermanos crearon su primer sitio web en 2003 y subieron su primer video web en 2004.
En agosto de 2020, los Fine Brothers dejaron su propia empresa después de que reapareciera un video que mostraba a Benny Fine con la cara pintada de negro como parte de una parodia de Degrassi de Shane Dawson.

## Historia de la empresa

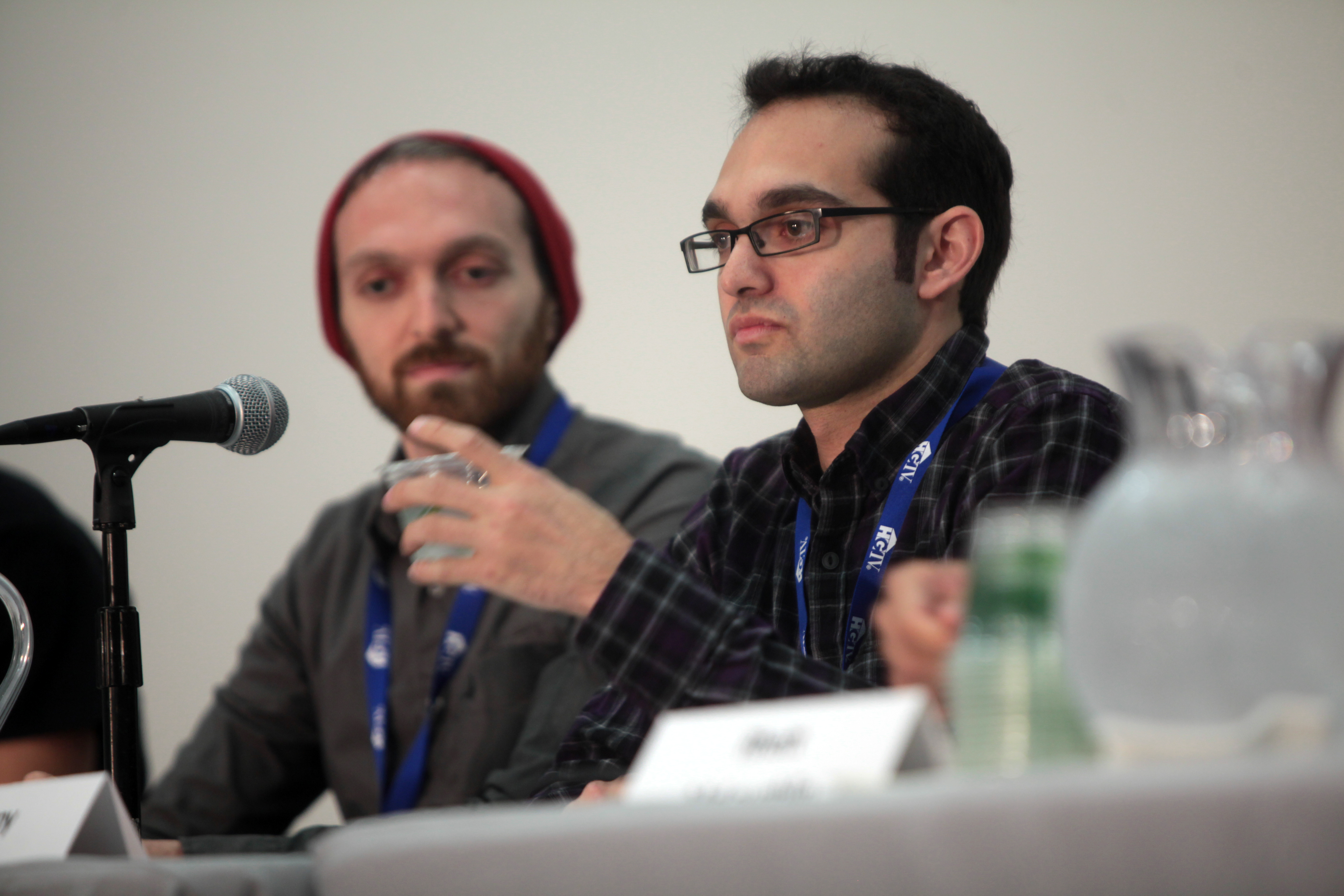
Rafi (izquierda) y Benny Fine (derecha) en VidCon 2014

Los hermanos Fine hicieron de YouTube su trabajo de tiempo completo en julio de 2010.
FBE encontró el éxito en YouTube, donde su canal principal, TheFineBros (más tarde rebautizado como Fine Brothers Entertainment, y actualmente FBE), tiene más de 19 millones de suscriptores y 7.800 millones de reproducciones de video a partir de mayo de 2019. FBE tiene un canal secundario llamado FBE2, lanzado el 14 de mayo de 2009. Un tercer canal fue lanzado el 22 de julio de 2014, llamado React, para expandir su contenido de React.
FBE pronto se unió a la empresa de Maker Studios y dijo después de hablar con Shane Dawson sobre un plan para el proyecto: "Éramos el jefe de producción y el jefe creativo". El dúo dirigió Maker Studios a lo largo de 2009 y fue responsable del éxito inicial y la planificación de lo que se conoció como Multi-channel network (MCN). Desde entonces, han sido defensores vocales del trato justo de los creadores por parte de las redes.
En su canal principal, FBE sube una multitud de series, creando algunas de las series con guion, narrativas y sin guion más populares en la historia de la web, incluida su galardonada y notable serie de reacción. Lanzan contenido detrás de escena, así como clips de su podcast de noticias All We Know en el canal secundario. El 16 de octubre de 2010 subieron el primer episodio de Kids React . Esta fue la primera serie de lo que luego se convertiría en una notable franquicia de React en YouTube.
Además de las series populares que los hermanos han dirigido, producido y subido, el dúo ha subido videos interactivos populares de YouTube. Los canales de la compañía están bajo el programa de socios de YouTube, lo que les permite ganar dinero con los ingresos publicitarios en sus videos. Ford y Comedy Central los han patrocinado.
FBE ha colaborado en una variedad de formas, incluyendo escribir, dirigir y producir con otros YouTubers populares como Shane Dawson, ShayCarl y KassemG. Han colaborado de muchas maneras con otros, incluso en su programa YouTubers React y con los principales canales de YouTube como Smosh y PewDiePie.
The Fine Brothers fueron jueces invitados en la segunda temporada de la serie web Internet Icon en 2013. En diciembre de 2013, el dúo dejó Revision3 para firmar con Fullscreen, aunque mantuvo su opinión sobre las redes multicanal de YouTube y dedicó un segmento en su actualización en la serie de vlogs, Fine Time, discutiendo cómo navegar por ellos.
El 30 de abril de 2014, se anunció que un spin-off de la serie React de FBE llamado React to That se emitiría en Nickelodeon. Sin embargo, FBE dijo en un episodio de Fine Time que planeaban continuar subiendo videos a YouTube de manera constante. Nickelodeon emitió 12 episodios del programa. Los hermanos también crearon y presentaron la serie de televisión Six Degrees of Everything que se emitió en TruTV en 2015. A principios de 2016, Nueva York detalló que su empresa empleaba a unas 50 personas.
Los sitios web de The Wall Street Journal, la revista Time, Variety, y MSNBC han presentado trabajos de FBE.
Marc Hustvedt se unió a FBE como CEO en julio de 2018, proveniente de la marca digital con sede en Nueva York, Above Average. Antes de Above Average, Hustvedt fue cofundador y director ejecutivo de Supergravity Pictures, un primer estudio y distribuidor de entretenimiento digital que luego fue adquirido por Gunpowder & Sky. De 2011 a 2013, fue jefe de entretenimiento en Chill, un destino de video en línea premium de corta duración cuyos patrocinadores incluían a WME. Hustvedt también es cofundador de la publicación comercial Tubefilter y los Premios Streamy.
A principios del año 2019, FBE adquirió Officially Pinned, una empresa nueva que crea pines coleccionables en colaboración con los mejores creadores como Shane Dawson, DangMattSmith, Danny Casale, jennxpenn y muchos más. Officially Pinned obtiene la aprobación certificada de los creadores y socios titulares de derechos para vender los pines y trabaja directamente con las partes involucradas para colaborar en los diseños, de ahí la parte "oficial" del nombre. La cultura de intercambio de pines de Disney inspiró Officially Pinned.
FBE se asoció con la compañía de videos interactivos Eko en julio de 2019 para producir más de 12 programas piloto de TV interactivos que consisten en formatos con guion y sin guion y programas de juegos y experiencias impulsadas socialmente con el potencial de convertirlos en series completas. Eko y FBE se unieron en la producción de Epic Night, una serie narrativa ramificada de cuatro episodios sobre una aventura en una fiesta universitaria. Para la asociación con Eko, FBE estableció un laboratorio de contenido interactivo para ampliar las capacidades de narración interactiva del estudio mediante el desarrollo, la financiación y la compra de nuevos formatos.
De marzo a agosto de 2020, la empresa comenzó a trabajar en cuarentena durante el confinamiento por el COVID-19.
En septiembre de 2020, la empresa anunció el cambio de marca de sus canales FBE, FBE2 y REACT como REACT, FBE y REPLAY, respectivamente. FBE inició una reestructuración, lo que provocó el despido de 17 empleados en diciembre de 2020.
En septiembre de 2021, Super React ya no transmitirá ningún video nuevo, el equipo de la comunidad está trabajando actualmente en Instagram.

## Serie de YouTube

### Serie React en FBE Channel y React Channel
FBE lanzó una serie titulada Kids React el 16 de octubre de 2010, siendo el primer video Kids React to Viral Videos #1 (Double Rainbow, Obama Fail, Twin Rabbits y Snickers Halloween). La serie Kids React presenta a The Fine Brothers, fuera de cámara, mostrando a los niños varios videos virales o YouTubers populares y haciendo que los niños reaccionen ante ellos.
La serie condujo a spin-offs subidos al canal de la empresa, con niños, adolescentes, ancianos, personal, adultos (incluidas ramas secundarias de universitarios, padres, etc.) y YouTubers. Debido al creciente éxito de la franquicia React, FBE, en colaboración con Nick Cannon, más tarde desarrolló una serie de televisión para Nickelodeon, titulada React to That. Más tarde, FBE lanzó un canal de YouTube "React" separado, con videos adicionales relacionados con reacciones, incluidos remixes de imágenes de reacciones pasadas y miembros del elenco que reaccionan a los videojuegos, entre otro contenido.

### MyMusic

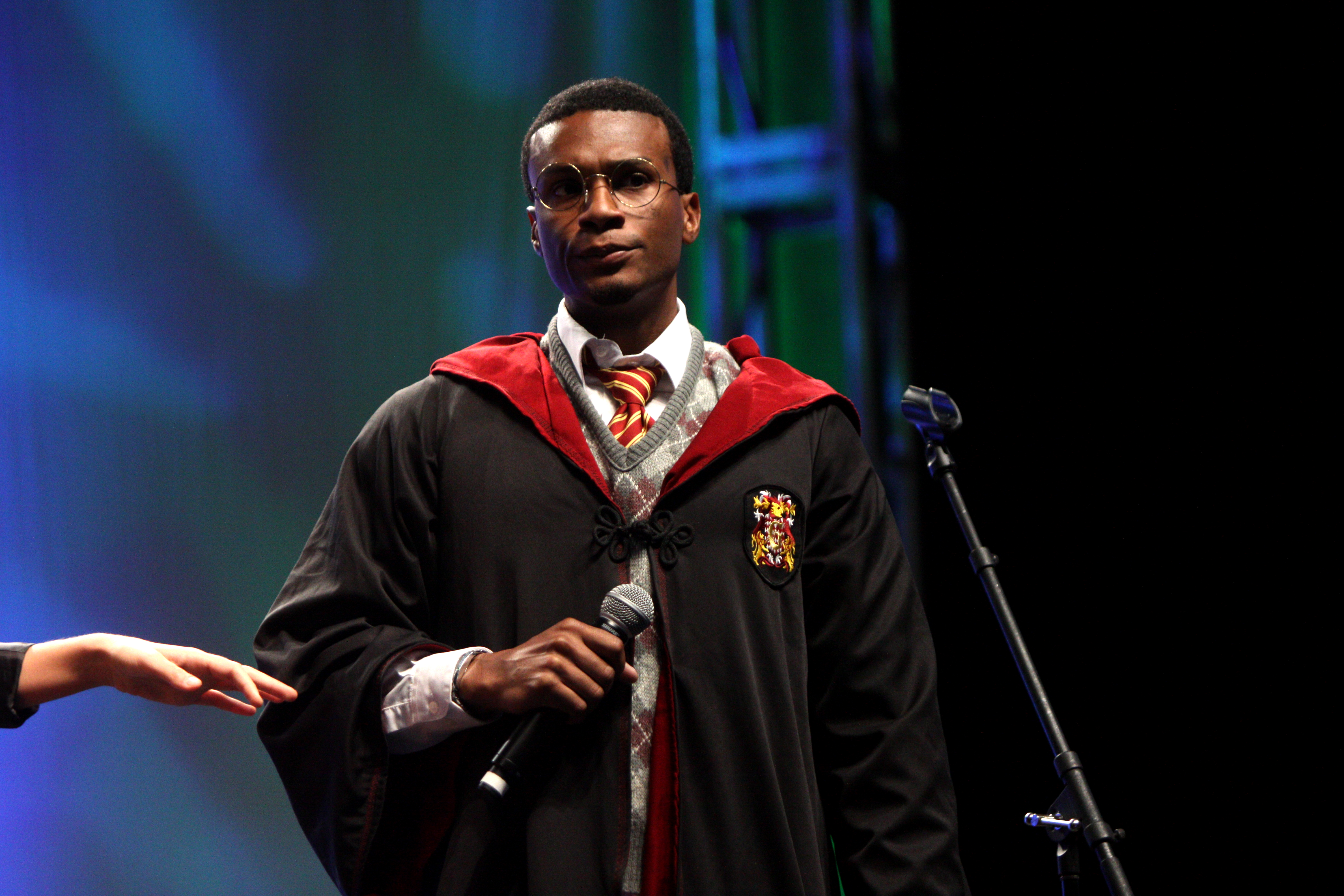
Hip Hop (Nerdcore), un personaje de MyMusic

FBE es el creador de MyMusic, un programa de comedia de situación financiado por la iniciativa del canal original de $100 millones de YouTube. MyMusic cuenta con un elenco de conjunto principal de Adam Busch, Chris Clowers, Jack Douglass, Tania Gunadi, Grace Helbig, Lainey Lipson, Jarrett Sleeper y Mychal Thompson y ha presentado muchas estrellas invitadas, con miembros de ambos Kids React y Teens React también apareciendo. La serie tiene un aspecto transmedia interactivo, del que FBE ha hablado, diciendo: "Para nosotros, los nuevos medios deben ser 'nuevos', y no solo una experiencia pasiva. La capacidad de crear nuevos elementos narrativos y nuevas formas de entretener al público es qué es tan motivador de ser un creador en este momento". El programa gira en torno a MyMusic, una compañía dirigida por el CEO Indie (interpretado por Adam Busch), quien es retratado como un hipster moderno estereotipado. Otro personaje del programa, Metal (interpretado por Jarrett Sleeper), se basa en la adolescencia de los hermanos. Fine dijo: "El carácter de Metal proviene directamente de nosotros cuando éramos adolescentes. Éramos metaleros, completos". MyMusic tiene un canal en YouTube separado del canal principal de FBE (MyMusicShow), que tenía más de 381 000 suscriptores y 28,9 millones de reproducciones de videos al 7 de julio de 2013. MyMusic fue nominado a nueve Streamy Awards en la tercera entrega del evento , con tres de las nominaciones van a los Fine Brothers. La segunda temporada se estrenó el 20 de agosto de 2013.

### Sing It!
Sing It! es una serie de televisión por internet de comedia de situación musical creada por Fine Brothers. Es producido por Benny Fine, Rafi Fine, Max Benator, Todd Lieberman, David Hoberman, Laurie Zaks, Barry Safchik y Michael Platt, y producido por Mandeville Films, Potvin Sucks Productions y Fine Brothers Entertainment. El piloto se estrenó el 21 de abril de 2016, durante el Festival de Cine de Tribeca. El programa se estrenó el 25 de mayo de 2016 en YouTube Red, un servicio pago de transmisión de series y películas originales, similar a Netflix. Está protagonizada por Mircea Monroe, Mark Sullivan, Debby Ryan, Preston Jones, Alex Désert, Todrick Hall, Missi Pyle y Ace Young. Recibió 4.8 por 107 reseñas de usuarios en IMDb. El 3 de diciembre de 2017, el creador Benny Fine confirmó en su cuenta de Twitter que la serie no regresaría para una segunda temporada.

### Otras series de YouTube

#### Spoilers
FBE tenía una serie popular en la que echaban a perder una variedad de temas que iban desde libros hasta películas y videojuegos. El primer episodio de su serie Spoiler, 100 Movie Spoilers in 5 Minutes – (Movie Endings Ruined) se subió a YouTube el 11 de noviembre de 2008. Con más de 2,7 millones de reproducciones de video al 28 de julio de 2014, el episodio es también el más popular de la serie. FBE también subió un video que contiene spoilers de las primeras siete películas de Harry Potter en aproximadamente siete minutos el 13 de julio de 2011. En seis minutos, FBE arruinó 47 años de la popular serie Doctor Who, y lanzó secuelas posteriores para prepararse para los estrenos de las series ocho y nueve. Otros programas de televisión en los que se han hecho spoilers incluyen Game of Thrones, Breaking Bad, The Walking Dead y Orange Is the New Black. Además, FBE publicó un video cada mes en el que revela 50 videos virales que han circulado en YouTube y otras fuentes durante el mes anterior.

#### Lost: What Will Happen Next?
FBE creó un programa titulado Lost: What Will Happen Next? , que es un programa de parodia basado en la serie de televisión Lost. El programa se estrenó el 24 de enero de 2008 y fue la primera serie de larga duración en el canal Fine Brothers. El programa duró 19 episodios y finalizó el 1 de noviembre de 2010. El programa presenta varios personajes de otros universos ficticios como Avatar y el universo de Star Wars. FBE colaboró con Rhett y Link para crear una canción de parodia de Lost.

## Controversias

### React World
El 26 de enero de 2016, FBE anunció que licenciaría y registraría su serie React existente y permitiría a los creadores crear su propio contenido "React". En particular, FBE aplicó a la marca registrada, entre otros términos, la palabra "reaccionar", que se usa en el título de muchos otros videos de YouTube no relacionados con el canal de YouTube de FBE. El anuncio fue recibido con una reacción violenta de algunos de sus espectadores y compañeros creadores de contenido de YouTube, muchos de los cuales creían que FBE estaba intentando prohibir la creación de videos de reacción por parte de personas no afiliadas a su canal. En respuesta, la compañía prometió que "no intentarían obtener ingresos de otros tipos de videos de reacción y no violarían los derechos de autor". Sin embargo, otros usuarios de YouTube informaron de la eliminación de videos relacionados con los derechos de autor que contenían imágenes de FBE. También hubo informes de que otro canal de YouTube había producido videos de Seniors React justo antes de la serie Elders React de FBE. La reacción provocó una caída dramática en los suscriptores, con más de 675,000 cuentas canceladas colectivamente de los canales React y FBE en protesta a partir del 22 de febrero de 2016.
El 1 de febrero, FBE declaró que había rescindido todas las marcas comerciales y solicitudes de marcas comerciales de React , descontinuó el programa React World y liberó todos los reclamos anteriores de Content ID. Además, FBE eliminó su video de anuncio original de React World y su video de actualización, que abordó la reacción inicial.

### Acusaciones de discriminación racial
En junio de 2020, muchos exempleados hablaron sobre sus experiencias trabajando en FBE, que incluían denuncias de racismo y sexismo por parte de la empresa. En enero de 2021, Insider publicó un informe que contenía acusaciones de que la empresa cultivó el racismo casual. Una empleada afirmó que a veces le dijeron que tener un reactor con una piel más clara a la izquierda de las miniaturas de los videos, que se decía que era donde los espectadores tenderían a verlos primero, "atrae a los fanáticos". Insider dijo que en 434 miniaturas que incluían una persona de color y una persona blanca, 238 de ellas (55%) tenían a la persona blanca en el lado izquierdo. Las personas entrevistadas para el artículo alegaron que se favorecía a los blancos para aparecer en los videos de React.

## Filmografía
| Año             | Título                             |
| --------------- | ---------------------------------- |
| 2008–2010       | Lost: What Will Happen Next?       |
| 2008–2017       | Spoiler Alert!                     |
| 2009            | The Overthinker                    |
| 2009            | 3-Way                              |
| 2010–2011       | Harry Potter Deleted Scenes        |
| 2010–2011       | Lindsay Lohan Needs Real Friends   |
| 2010–2017       | Last Moments of Relationships      |
| 2010–presente   | Kids React                         |
| 2011–presente   | Teens React                        |
| 2012–2014       | MyMusic                            |
| 2012–2020       | YouTubers React                    |
| 2012–presente   | Elders React                       |
| 2013–2016, 2018 | Fine Time (originally Update Vlog) |
| 2013, 2016–2017 | Emo Dad                            |
| 2014            | Underwater Movie Scenes            |
| 2014–2015       | React: Opinions                    |
| 2014–2015       | React Remix                        |
| 2014–2016       | React: Advice                      |
| 2014–2016       | Inappropriate Parents              |
| 2014–2019       | React: Lyric Breakdown             |
| 2014–2020       | React: Gaming                      |
| 2014–presente   | People vs. Food                    |
| 2015–2018       | Reverse Ratings                    |
| 2015–presente   | React: Do They Know It?            |
| 2015–presente   | Adults React                       |
| 2016            | Sing It!                           |
| 2016            | Sample School                      |
| 2016            | Quizzicle                          |
| 2016–2017       | Celebs React                       |
| 2016–2020       | Staff React                        |
| 2016–presente   | Generations React                  |
| 2017–2019       | Challenge Chalice                  |
| 2017–presente   | Guess That                         |

| Año       | Título                    |
| --------- | ------------------------- |
| 2014–2015 | React to That             |
| 2015      | Six Degrees of Everything |

| Año  | Título     |
| ---- | ---------- |
| 2017 | F The Prom |

## Reconocimientos
Esta es una lista de premios, nominaciones, reconocimientos y logros recibidos por los Fine Brothers durante su carrera.
| Año  | Obra nominada                                                                                            | Categoría                                       | Premio                    | Resultado | Ref.   |
| ---- | --- | ----------------------------------------------- | ------------------------- | --------- | ------ |
| 2012 | Kids React                                                                                               | Best Viral Video Series                         | 39° Premios Daytime Emmy  | Ganador   | [ 81 ] |
| 2012 | Kids React                                                                                               | Best Variety Web Series                         | Inaugural IAWTV Awards    | Ganador   | [ 82 ] |
| 2013 | Kids React                                                                                               | Best Variety Series                             | IAWTV Awards 2013         | Nominado  | [ 83 ] |
| 2013 | MyMusic                                                                                                  | Best Interactive/Social Media Experience        | IAWTV Awards 2013         | Nominado  | [ 83 ] |
| 2013 | MyMusic                                                                                                  | Best Supplemental Content                       | IAWTV Awards 2013         | Nominado  | [ 83 ] |
| 2013 | Kids React                                                                                               | Best Non-Fiction or Reality Series              | 3° Premios Streamy        | Ganador   | [ 84 ] |
| 2013 | Themselves                                                                                               | Audience Choice for Personality of the Year     | 3° Premios Streamy        | Nominado  | [ 85 ] |
| 2013 | MyMusic                                                                                                  | Audience Choice for Series of the Year          | 3° Premios Streamy        | Nominado  | [ 85 ] |
| 2013 | MyMusic                                                                                                  | Best Direction                                  | 3° Premios Streamy        | Nominado  | [ 85 ] |
| 2013 | MyMusic                                                                                                  | Best Comedy Series                              | 3° Premios Streamy        | Nominado  | [ 85 ] |
| 2013 | MyMusic                                                                                                  | Best Writing: Comedy                            | 3° Premios Streamy        | Nominado  | [ 85 ] |
| 2013 | MyMusic                                                                                                  | Best Editing                                    | 3° Premios Streamy        | Nominado  | [ 85 ] |
| 2014 | Kids React                                                                                               | Best Directing (Non-Fiction)                    | IAWTV Awards 2014         | Nominado  | [ 86 ] |
| 2014 | Kids React                                                                                               | Best Variety Web Series                         | IAWTV Awards 2014         | Ganador   | [ 86 ] |
| 2014 | MyMusic                                                                                                  | Best Supplemental Content                       | IAWTV Awards 2014         | Nominado  | [ 86 ] |
| 2015 | Teens React                                                                                              | Show of the Year                                | Premios Streamy 2015      | Nominado  | [ 87 ] |
| 2015 | Kids React                                                                                               | Non-Fiction                                     | Premios Streamy 2015      | Nominado  | [ 87 ] |
| 2015 | Kids React                                                                                               | Kids and Family                                 | Premios Streamy 2015      | Nominado  | [ 87 ] |
| 2016 | Elders Gaming                                                                                            | Online Film and Video - Gaming (Channel)        | Premios Webby 2016        | Ganador   | [ 88 ] |
| 2016 | Kids React                                                                                               | Online Film and Video - Reality                 | Premios Webby 2016        | Ganador   | [ 89 ] |
| 2016 | Fine Brothers Entertainment                                                                              | Online Film and Video - Entertainment (Channel) | Premios Webby 2016        | Nominado  | [ 90 ] |
| 2016 | Do They Know It?                                                                                         | Non-Fiction                                     | Premios Streamy 2016      | Nominado  | [ 91 ] |
| 2016 | Kids React (Daniel Seibert, Jordan Towles, Alyssa Salter, Cara Bomar, Luke Braun, Benny Fine, Rafi Fine) | Editing                                         | Premios Streamy 2016      | Nominado  | [ 91 ] |
| 2016 | Emo Dad                                                                                                  | Animated                                        | Premios Streamy 2016      | Nominado  | [ 91 ] |
| 2017 | REACT | Show of the Year                                | Premios Streamy 2017      | Nominado  | [ 92 ] |
| 2017 | REACT | Non-Fiction Series                              | Premios Streamy 2017      | Nominado  | [ 92 ] |
| 2017 | Last Moments of Relationships                                                                            | Immersive                                       | Premios Streamy 2017      | Nominado  | [ 92 ] |
| 2017 | REACT | Online Film and Video                           | Premios Webby 2017        | Ganador   |        |
| 2018 | REACT | Show of the Year                                | Premios Streamy 2018      | Nominado  | [ 93 ] |
| 2018 | Do They Know It?                                                                                         | Pop Culture                                     | Premios Streamy 2018      | Nominado  | [ 93 ] |
| 2019 | FBE | Digital Studio of the Year                      | Digiday Video Awards 2019 | Nominado  | [ 94 ] |
| 2019 | Teens React to Texting and Driving (Distracted Driving) in collab with AT&T It Can Wait                  | Branded Award for Social Good Campaign          | Streamy Brand Awards 2019 | Ganador   | [ 95 ] |